# Ansonia latidisca
- Wikispecies

Ansonia latidisca é uma espécie de anfíbio da família Bufonidae.

## Distribuição
Esta espécie é endêmica do oeste da ilha de Bornéu, sendo encontrada nas seguintes localidades:
- no kabupaten de Sambas, província de Kalimantan Ocidental, Indonésia
- no oeste de Sarawak, Malásia.

## == Ligações externas ==
- Ansonia latidisca Inger, 1966  no Catalogue of Life (em inglês)

Frost, D.R. «Batrachophrynus patagonicus Inger, 1966». Amphibian Species of the World: an Online Reference. Version 6.1. (em inglês). Nova Iorque: Museu Americano de História Natural